# Fago
Fago és un municipi aragonès situat a la província d'Osca i enquadrat a la comarca de la Jacetània. Té 31 habitants i està situat a una altitud de 888 m.
La temperatura mitjana anual és de 10° i la precipitació anual, 1100 mm.
L’any 2007, Miguel Grima, alcalde de la localitat en aquell moment, afiliat al PP, va ser assassinat i es va condemnar pel crim el guarda forestal Santiago Mainar, qui manté la seva innocència.